# Johan Johansson (musiker)
Johan Georg Millrath Morey Johansson, född Johansson den 23 april 1961 i Vantörs församling i Stockholm, är en svensk musiker.

## Biografi
Johansson, som är uppvuxen i Skärholmen i södra Stockholm, är främst känd som trummis och huvudsaklig låtskrivare i KSMB samt som en av två frontmän i Strindbergs. Han var även frontman och låtskrivare i bandet John Lenin. Förutom att spela live är Johansson verksam som studiomusiker, musikproducent och författare. 
Johansson har erhållit flera utmärkelser och hyllningar. 2008 tilldelades han Svenska Vispriset av Riksförbundet Visan i Sverige. 2011 utgavs hyllningsalbumet Världens bästa Johansson där olika artister spelar Johanssons sånger. Medverkar gör bland andra Lars Winnerbäck, The Nomads, Stefan Sundström, Stina Berge, Kjell Höglund, Kajsa Grytt och Staffan Hellstrand. 2022 sattes en plakett upp i hamnen i Västervik med Johanssons namn på. Plaketten innehåller en QR-kod som länkar till en sida där man kan läsa och lyssna på en text skriven av Kalle Lind rörande Johansson och hans gärningar för Musiksverige.

### Musiker och författare
Johan Johanssons första band Ingenting bildades 1974 och framförde låtar av The Who och Iggy & the Stooges. 1977 bildades fjortonmannabandet Skärholmens Gymnasiums Punkensemble, som strax utvecklades till KSMB (Kurt Sunes med Berit). Samma år som KSMB splittrades, 1982, bildade Johansson tillsammans med Janne Borgh bandet Strindbergs. Bandet var aktivt till 1985, varpå Johansson fortsatte i John Lennon, ett band som året efter av upphovsrättsliga skäl bytte namn till John Lenin. Den 22 juni 2009 återförenades Strindbergs, nu med Robert Eriksson från Hellacopters på trummor, för en spelning på festivalen Peace & Love. Sedan dess har bandet spelat lite då och då runt om i Sverige.
Johanssons första soloplatta Flum gavs ut av Birdnest Records 1993 och producerades av den gamla KSMB- och Strindbergsproducenten Tomas Gabrielsson. 1996 kom den andra soloplattan, ... och hans lilla svarta värld, också den på Birdnest Records.
1999 gav sig Lars Winnerbäck, Stefan Sundström, Johan Johansson, Kjell Höglund och Karin Renberg ut på en gemensam sommarturné – Bland skurkar, helgon och vanligt folk. Ett livealbum med samma namn som turnén och med låtar från turnén släpptes senare samma år. Samma artister, fast nu med Carl-Einar Häckner i stället för Winnerbäck, turnerade våren och sommaren 2000.
Johanssons första bok I stället för vykort publicerades i september 2006. Tillsammans med boken släpptes liveskivan Ett kompledigt liv, som vid denna tid var hans första egna skiva på 10 år. Våren 2008 släpptes EP:n Vän av ordning med tre nyskrivna sånger. Johanssons andra bok, Wild Cards, som handlar om festivaler i allmänhet och Storsjöyran i synnerhet, är en bok med fotografier av Lennart Jonasson och texter av Johan Johansson. Boken kom ut till Storsjöyrans festival sommaren 2008.
Hösten 2011 släpptes Svea Rike Rivjärn, som var Johanssons första egna studioinspelade fullängdare på 15 år.

### Musikproducent och konsertarrangör
2013 var Johansson producent för Ola Aurells album Sagor för trasiga barn. Albumet Hopp om liv med vännerna i bandet möra-Per, med Johansson som producent, kom ut 2019. 2022 släpptes det prisbelönta albumet Det tredje årtusendet med Ellinor Brolin, ett album med nya texter av Kjell Höglund och tonsättningar av olika artister, producerat av Johansson.
Genom åren har Johan Johansson också varit musikproducent på andra bands eller artisters skivor, exempelvis Lars Winnerbäck, Carl-Johan Vallgren och Dan Viktor.
I början av 2000-talet arrangerade Johansson under fem års tid spelningar på Nalen i Stockholm under namnet Kompledigt. Mellan 2008 och 2012 återkom spelningarna i Johanssons regi varje sommar men då på Kulturhusets tak i Stockholm. 2007–2016 arrangerade Johansson tillsammans med Per Granberg och Frans Haraldsen – oftast i slutet av augusti – även Visfestivalen Kompledigt på Ögir i Köping.
Tillsammans med kollegorna Lars Demian, Sanna Carlstedt, Dan Viktor, Frans Haraldsen och Peter Barlach startade Johansson 2009 det svenska musikkooperativet och skivbolaget Branschen. Förutom att hjälpa varandra med bokningar, spelningar och inspelningar har de också uppträtt tillsammans, bland annat på Kulturhustaket 2011 och på Peace & Love-festivalen 2012.

### Familj
Johan Johansson är dotterson till operettsångerskan Karin Ygberg.

## Diskografi

### Som soloartist
- 1993 – Va?! / Spanska flamman / Min kärleks blues (Birdnest Records, CD/singel)
- 1993 – Josef & Maria / Världens bästa dåliga exempel / Om du överhuvudtaget bryr dig (Birdnest Records, CD/singel)
- 1993 – Flum (Birdnest Records, vinyl/CD/LP)
- 1994 – 10 (Birdnest Records, CD/EP)
- 1995 - Stefan Sundström / Johan Johansson - Split Live (Anti Media)[17] (kassett/CD)
- 1996 – Min lilla svarta själ / Höga odds (Birdnest Records, CD/singel)
- 1996 – ...och hans lilla svarta värld (Birdnest Records, CD/vinyl/LP)
- 2001 - Gör mig dum / Vi kommer aldrig fram / Linan som vi dansar på (Birdnest Records, CD/Promo)
- 2001 – Sånger ur Trähatten 1982–2000 (Birdnest Records, Samlingsalbum, CD)
- 2006 – Ett kompledigt liv (Bokförlaget Mormor, livealbum, CD)
- 2008 – Vän av ordning (Branschen, CD/EP)
- 2011 – Svea rike rivjärn (Branschen, CD)
- 2017 – Live på Vinnys 20 maj 2017 (Not On Label, CD)

### Med KSMB
- 1979 – Bakverk 80 (tillsammans med Incest Brothers och Travolta Kids, MNW, vinyl/CD)
- 1980 – Tidens tempo / Atom Reggae (MNW, vinyl/CD/singel)
- 1980 – Aktion (MNW, vinyl/CD/LP/kassettband)
- 1981 – Förord till livet / Tänker på dig (MNW, vinyl/singel)
- 1981 – Rövarnas visa / Polsk Zchlager (MNW, vinyl/singel)
- 1981 - Schlager Sommarkassett (Schlager, kassett)
- 1981 – Schlagers nyårssingel - KSMB - Feliz Navidad / Gyllene Tider - Ingenting av vad du behöver) (vinyl/singel)
- 1981 – Rika barn leka bäst (MNW, vinyl/CD/LP/kassettband)
- 1982 – Dé é för mycké (MNW, livealbum, vinyl/CD/LP/kassettband)
- 1989 – Sardjentpepper (MNW, Samlingsalbum, vinyl/CD/LP)
- 2008 – KSMB - MNW Klassiker (MNW, Samlingsalbum, CD)

### Med Strindbergs
- 1982 – Kvasibarn / Trollbunden (MNW, vinyl/singel)
- 1983 – 100 Sekunder / Mytomanen (MNW, vinyl/singel)
- 1984 – Italien / Vakna Dårar (MNW, vinyl/singel)
- 1983 – Bibeln (MNW, vinyl/LP)
- 1984 – Med Strindbergs ur tiden (MNW, vinyl/minialbum)
- 1984 – Bombpartyt (MNW, vinyl/LP)
- 1990 – Strindbergs (MNW, Samlingsalbum, CD)
- 2005 – Släktklenoder (MNW, Samlingsalbum, CD)

### Med John Lenin
- 1986 – Steg / Himlen (MNW, vinyl/singel)
- 1987 – Jag är sol / ABC (MNW, vinyl/singel)
- 1987 – Vi kommer aldrig fram / Peace for Presidents (MNW, vinyl/singel)
- 1987 – Peace for Presidents (MNW, vinyl/LP)

### Medverkan
- 1983 - Mr Soul & his Marshmallows - LIVE! The soul sessions (Mistlur Records)
- 1983 - Spion 13: Fantomer (Rosa Honung)
- 1985 - Stockholms negrer: Brutal disciplin / Johan Johansson trummor under pseudonymen Lucifer (MNW)
- 1988 - Ultrakåken / Fuck Off (Johan Johansson på trummor och skrivmaskin) (Sista Bussen / Ultraljud)
- 1989 - Staffan Hellstrand: Hemlös (Papa)
- 1993 - Definitivt 50 spänn #igen / Johan Johansson: Va?! (RABB Records)
- 1993 - Stefan Sundström & Apache: En bärs med Nefertite (Sista Bussen)
- 1993 - Charta 77 & Köttgrottorna: No Limit (Birdnest Records)
- 1994 - Nej till EU / Johan Johansson: Bygg En Mur Runt Oss Som Har Allting (Rosa Honung)
- 1994 - Stefan Sundström & Apache: Vitabergspredikan (MNW)
- 1994 - Sator: Barbie-Q-Killers, volume one (Warner)
- 1996 - Definitivt 50 spänn #5 / Johan Johansson: Känd (RABB Records)
- 1997 - The Return of Jesus Part II - Soundtrack[18] (Birdnest Records)
- 1997 - 100% Adrenalin / Johansson & Sundström: Jan Banan och den döende yuppien (Bonnier Music)
- 1997 - Stefan Sundström: Babyland (MNW)
- 1998 - Mart: En kille som é go (Birdnest Records)
- 1998 - Åka Bil: På ett annat sätt (Beat Butchers)
- 1999 - Bland skurkar, helgon och vanligt folk (Birdnest Records)
- 1999 - Köttgrottorna: Soft metal (Beat Butchers)
- 2000 - Stefan Sundström: Fisk i en skål (MNW)
- 2000 - Definitivt 50 spänn #9 / Johan Johansson: Tango i pampars land (RABB Records)
- 2000 - Min skattkammare - Första skatten / Johansson, Sundström & Winnerbäck: Rövarnas visa (Gammafon)
- 2000 - Min skattkammare - Fjärde skatten skatten / Johan Johansson: Gubben Noak
- 2000 - Vi håller inte käften / Sundström & Johansson med Skurkar, Turkar och Vanligt pack: Tango Rörande Visit i Förorten (Av f.d. Innehavare Till Stol Nummer 1 i Sveriges Riksdag) (MRN Records)
- 2000 - Charta 77: Sagan om världens mest hypade band (Birdnest Records) / Johansson kör på ett flertal spår
- 2001 - Bajen Forever[19] / Johan Johansson: Linan som vi dansar på (EMI, CD)
- 2002 - Birdnest Party 2002 (Birdnest Records)
- 2002 - Definitivt 50 spänn #11 / Johan Johansson: Gör mig dum (RABB Records)
- 2002 - Definitivt 100 spänn vol 1 / Johan Johansson: Gör mig dum (RABB Records)
- 2002 – Framåt! - För Palestinas befrielse / Johan Johansson: Va?! (Revolutionär Kommunistisk Ungdom)
- 2003 - Griniga Gamla Gubbar: Griniga gamla gubbar (Birdnest Records, CD)
- 2004 - Kurt-Sunes med Helveteshundarna: (Komma ut ur matchen) NU! / 8 PM (Birdnest Records)
- 2005 - Endera Dan - En hyllning till Dan Berglund[20] / Johan Johansson: Nattvandrare (Troglodyt Produktion)
- 2006 - Dia Psalma: Psamlade psalmer / Backing vocals på ett flertal låtar (Birdnest Records)
- 2007 - Lasse Tennander: Fortsättning följer  / JJ svensk text på (Vad är det för fel på) Frihet, fred och kärlek (Gazell)
- 2008 - Brandt, Edström, Johansson, Katzeff & Ljungström: Avklädd[21] (Public Service)
- 2009 – MNW-samling: Retur Waxholm[22] / Johan Johansson: Vårdsjuk Blågul Fanblues (MNW)
- 2009 - Caj Karlsson: Tillsammans med mig / Caj Karlsson & Johan Johansson: Let me Internet you (Metronome)
- 2014 - Möra-Per: Stockholm-Oslo / môra-Per & Johan Johansson: Som en sång av Kjell Höglund (Plugged Records)
- 2015 - Strån till stacken - en hyllning till Stefan Demert / Johan Johansson: Till Sj - Version 2015 (YTF(r))
- 2018 - Fabriken - Hoppa av i farten / Johan Johansson sång (Beat Butchers)
- 2023 - 4731 Sekunder Kärlek / Johan Johansson: The Pride Of Simrishamn (The Almighty Kong)

## Som musikproducent (i urval)
- 1982 – Spion 13 - Tusen och en natt[23] (producent och trummor under pseudonymen Salmonella Lakritsson samt backing vocals under pseudonymen Kal. A. Nal)[24] (Sista Bussen)
- 1989 - Ståkkålmsjävlar (producent och medverkan, MNW)
- 1992 – Nittonhundratalsräven: Jag vill inte ha någonting[25] (Beat Butchers)
- 1992 – Stefan Sundström: Happy Hour Viser (MNW)
- 1993 – Stefan Sundström: Hå Hå Ja Ja (MNW)
- 1993 – De lyckliga kompisarna: Tomat (producerad tillsammans med Tomas Gabrielsson) (Birdnest Records)
- 1994 – Krymplings: Krymplings (producerad tillsammans med Christian Edgren) (Beat Butchers)
- 1994 – De lyckliga kompisarna: Dammsugarförsäljare Blues (Birdnest Records)
- 1994 – Bjartmar Guðlaugsson: Bjartmar (Hrynjandi)
- 1994 - Stukas: Funhouse (producerad tillsammans med Christian Edgren) (Birdnest Records)
- 1994 – Stukas: The world according to Stukas (producerad tillsammans med Christian Edgren) (Birdnest Records)
- 1995 – De lyckliga kompisarna: Sagoland (Birdnest Records)
- 1995 - Roger Karlsson: Dansar så dåligt (producerad tillsammans med Christian Edgren) (Beat Butchers)
- 1995 – Roger Karlsson: Veckans babe (producerad tillsammans med Christian Edgren) (Beat Butchers)
- 1996 – Åka bil: Åka bil[26] (producerad tillsammans med Christian Edgren) (Beat Butchers)
- 1997 – Lars Winnerbäck: Rusningstrafik (Elvira Records HB/Universal Music)
- 1999 – Lars Winnerbäck: Med solen i ögonen (Universal Music)
- 1999 – Sinn Fenn - Häxa[27] (Nonstop Records)
- 2001 - Dan Viktor: Bra (Popmate)
- 2001 – Lundberg & Dellamorte: Århundradets fest[28] (Birdnest Records)
- 2002 – Dan Viktor: Det duger gott åt vanligt folk[29] (Popmate)
- 2003 – Carl-Johan Vallgren: 2000 mil, 400 nätter (Bonnier Music)
- 2004 – Carl-Johan Vallgren: I provinsen (Bonnier Music)
- 2006 – Kjell Höglund: Pandoras ask (Atlantis Grammofon)
- 2007 – Stina Berge & Kärleken: Stina Berge & Kärleken[30] (Stina Berge)
- 2008 – En svensk tiger: Versace style[31] (Buzzbox Records)
- 2009 – MNW-samling: Retur Waxholm[22] (MNW)
- 2010 – Sanna Carlstedt: Ballerinan (Satellite Records)
- 2011 – Johan Johansson: Svea rike rivjärn (Branschen)
- 2013 – Ola Aurell: Sagor för trasiga barn[32] (Branschen)
- 2014 – Sanna Carlstedt: Alltid retar det nån![33] (Branschen)
- 2016 – Ola Aurell: Nordisk familjebok[34] (Branschen)
- 2017 – Ola Aurell: Till bords med Herr Aurell[35] (Branschen)
- 2019 – Möra-Per (môra-Per): Hopp om liv[36] (môra-Per)
- 2022 – Ellinor Brolin: Det tredje årtusendet[12] (Branschen)
- 2022 – Anders F Rönnblom: Wisdom of the ancient ones[37] (F-Records)

## Filmografi
- 1996 – The Return of Jesus, Part II - roll: Jesús, pistolero